# 刀根山
刀根山（とねやま）は、大阪府豊中市の町丁の一つ。現行行政地名は刀根山一丁目から刀根山六丁目。郵便番号は560-0045。住居表示実施済み地域。

## 地理
北は待兼山町に、西は螢池東町に、南は螢池南町ならびに千里園に、東は柴原町ならびに刀根山元町とそれぞれ接する。

## 歴史
- 1889年（明治22年） - 北刀根山村と南刀根山村が野畑村、少路村、内田村、柴原村と合併し、桜井谷村となる。
- 1936年（昭和11年） - 桜井谷村が豊中町、麻田村、熊野田村と合併し豊中市成立、北刀根山ならびに南刀根山は同市の大字となる。
- 1954年（昭和29年） - 北刀根山、南刀根山など5つの大字の一部より刀根山一丁目～七丁目が成立。
- 1971年（昭和46年） - 住居表示の実施に伴い、刀根山一丁目～七丁目と千里園、柴原町、刀根山元町の各一部より刀根山一丁目～六丁目が成立。

## 校区
2024年（令和6年）5月現在、市立の小中学校に通う場合、校区は以下の通り。
| 町丁           | 小学校       | 中学校       |
| -------------- | ------------ | ------------ |
| 刀根山（全域） | 刀根山小学校 | 第十三中学校 |

## 世帯数・人口
2025年（令和7年）4月1日現在の丁目別人口は以下の通り。
| 町丁         | 世帯数  | 人口    |
| ------------ | ------- | ------- |
| 刀根山一丁目 | 1,105人 | 461世帯 |
| 刀根山二丁目 | 1,546人 | 659世帯 |
| 刀根山三丁目 | 864人   | 461世帯 |
| 刀根山四丁目 | 1,857人 | 775世帯 |
| 刀根山五丁目 | 300人   | 163世帯 |
| 刀根山六丁目 | 1,969人 | 972世帯 |

## 交通
町内を阪急宝塚本線が通っているが、駅はない。最寄り駅は柴原阪大前駅または蛍池駅。

## 主な施設
- 大阪刀根山医療センター
- 正泉寺

### 教育機関
- 大阪府立刀根山高等学校
- 豊中市立刀根山小学校

### その他
蛍ケ池
箕輪池